# نومنیوس آپامئا
نومنیوس آپامئا (زبان یونانی: Νουμήνιος ὁ ἐξ Ἀπαμείας؛ ۱ ژانویهٔ ۰۲۰۰ – ۱ ژانویهٔ ۰۲۰۰) فیلسوف اهل روم باستان بود.